# Nils Molander
Nils Edward "Nisse, Molle" Molander (22. června 1889 – 30. ledna 1974) byl švédský reprezentační hokejový záložník.
V roce 1920 a 1924 byl členem Švédské hokejového týmu, kde skončil na olympijských hrách vždy na čtvrtém místě. Odehrál čtyři zápasy a vstřelil dvě branky.